# Jakob Gustavsson
Karl Sverker Jakob Gustavsson, född 22 mars 1964 i Uppsala är en svensk statsvetare, och tidigare ishockeyspelare. Som forskare och universitetslektor är han verksam vid Lunds universitet. Gustavssons forskning och författarskap gäller främst inom området utrikespolitisk analys och offentligt ledarskap.

## Ishockeykarriären
Gustavsson ingick i truppen hos Almtuna IS i skiftet av 1970/80-tal och spelade parallellt landskamper i de svenska U-18 och U-20 landslagen. Vid U18-EM i Ishockey 1981 blev Gustavsson utsedd till bästa målvakt, vilket bidrog till att han 1982 draftades av NHL-laget Buffalo Sabres Gustavsson kom dock aldrig att spela i den nordamerikanska proffsligan NHL. 
Inför säsongen 83-84 värvades han till IF Björklöven, där han 1986/87 var med och vann lagets första och hittills enda SM-guld. Inför säsongen 87/88 bytte Gustavsson sedan lag till Örebro IK.

## Akademisk karriär
Gustavsson disputerade 1998 på avhandlingen "The Politics of Foreign Policy Change : Explaining the Swedish Reorientation on EC Membership" som undersöker utrikespolitiska förändringsprocesser. Gustavsson verkar idag som forskare, universitetslektor och studierektor vid Statsvetenskapliga institutionen vid Lunds Universitet.